# Dżozdżan
Dżozdżan (perski: جوزجان) – jedna z 34 prowincji afgańskich. Położona na północy kraju z granicą zewnętrzną z Turkmenistanem. Stolica prowincji w Szebergan. W 2021 roku liczyła ponad 613 tys. mieszkańców.
Abu Ubaid al-Juzjani pochodzi z tej prowincji.

## Powiaty

Powiaty prowincji Dżozdżan

- Aqcha
- Darzab
- Fajzabad
- Khamyab
- Khwaya du koh
- Mardyan
- Mingajik
- Qarqin
- Shaibirghan